# 双泉寺 (北京)
双泉寺，位于北京市石景山区五里坨街道黑石头社区双泉寺村，是一座汉传佛教寺院。

## 简介
双泉寺位于北京市石景山区双泉寺村，始建于金朝。为石景山区文物保护单位。由于该寺古建筑严重破损，西山八大处灵光寺乃出资修缮双泉寺，2010年开工，2013年8月竣工并投入使用。此次修复使用了传统建筑工艺，陆续建成山门、大雄宝殿、斋堂僧寮等等建筑，恢复了双泉寺原有的建筑规制。
2013年8月25日，北京市石景山区佛教协会在双泉寺举行双泉寺宗教活动场所启用仪式暨开光法会。北京市宗教事务局专职委员李胜勇，中共石景山区委常委、区委统战部部长李文起，石景山区人民政府副区长司马红，石景山区政协副主席司尚国等领导以及北京市石景山佛教协会会长释常藏、北京雍和宫住持胡雪峰喇嘛等宗教界人士出席仪式。司马红为双泉寺颁发了宗教活动场所登记证。
双泉寺下方的山涧上架有一座古桥“万善桥”，砖石结构，单孔，拱形，长近8米，宽3米多，高10余米。此桥始建于金朝，初名“双泉桥”，明朝弘治年间重修，如今桥拱额上有旧日的石雕大字“万善桥”。此桥为石景山区文物保护单位。